# Mim becut caragrís
El mim becut caragrís (Toxostoma longirostre) és un ocell de la família dels mímids (Mimidae).

## Hàbitat i distribució
Habita el sotabosc i matolls de les terres baixes de Mèxic i zona propera dels Estats Units, des de l'est de Coahuila, nord de Nuevo León i sud de Texas cap al sud fins l'est de San Luis Potosí, nord de Querétaro, nord-est d'Hidalgo, nord-est de Puebla i centre de Veracruz.